# William Wirt Winchester
 (février 2011).
Si vous disposez d'ouvrages ou d'articles de référence ou si vous connaissez des sites web de qualité traitant du thème abordé ici, merci de compléter l'article en donnant les références utiles à sa vérifiabilité et en les liant à la section « Notes et références ».
William Wirt Winchester, né le 22 juin 1837 à Baltimore, dans une famille d'origine allemande, et mort le 7 mars 1881 à New Haven, a été le trésorier puis président de la société Winchester Repeating Arms Company, un poste qu'il occupa jusqu'à sa mort. Il était fils d'Oliver Fischer Winchester et il avait épousé Sarah Lockwood Pardee qui construira la Mystérieuse Maison Winchester à San José en Californie après sa mort.